# Kristian Jensen (ishockeyspelare)
Kristian Jensen, född 22 januari 1996 i Odense, är en dansk professionell ishockeyspelare (forward) som spelar för Herning Blue Fox i Metal Ligaen.
I Sverige spelade Kristian för Luleå HF en match under säsongen 2014-15.